# 蓮照寺 (一宮市)
蓮照寺（れんしょうじ）は、愛知県一宮市大和町苅安賀にある日蓮宗の寺院。山号は光栄山。旧本山は大本山妙顕寺(四条門流)、生師法縁。

## 歴史
永禄元年（1558年）織田信長の攻撃で落城した岩倉城の城下にあった天台寺院（賢林寺（小牧市藤島町に現存）の末寺）を天正12年（1584年）正乗院日恵（日芳（大本山妙顕寺9世）の弟子）が日蓮宗に改め再興した。宝暦6年（1756年）旧本堂が再建された。昭和6年（1931年）鐘楼堂が再建された。この時制作された梵鐘は太平洋戦争の金属供出のため失われたが、昭和27年（1952年）再鋳された。現在の本堂は平成28年（2016年）立正大師日蓮降誕800年を記念して客殿とともに再建されたもの。

## 参考資料
- 日蓮宗寺院大鑑編集委員会『宗祖第七百遠忌記念出版 日蓮宗寺院大鑑』大本山池上本門寺 (1981年)

## 関連寺院
- 要法寺 山内一豊の菩提寺